# 泉州市人民代表大会
泉州市人民代表大会是泉州市的最高权力机关。泉州市人民代表大会常务委员会是其常务机构。现任常务委员会主任是李建辉。

## 主要职权和任务
听取和审议泉州市人民政府工作报告。
听取和审议泉州市人民法院和泉州市人民检察院的工作报告。
审查和批准泉州市五年发展规划纲要。
听取和审议泉州市年度财政预算执行情况和新的一年的年度预算草案。
任命和补选泉州市一级的人民政府、法院、检察院首长。

## 歷屆會議
泉州市第十四届人民代表大会第六次会议于2011年2月22日至26日在泉州市区举行。
泉州市第十四届人民代表大会第五次会议于2010年1月12日至16日在泉州市区举行。

## 下設機構/委員會
研究室
华侨民族宗教委员会
农村经济委员会
教育科学文化卫生委员会
内务司法委员会
(不完整列表)